# Astragalus remanens
Astragalus remanens är en ärtväxtart som beskrevs av Nábelek. Astragalus remanens ingår i släktet vedlar, och familjen ärtväxter. Inga underarter finns listade i Catalogue of Life.